# Pilseta
 (mars 2025).
Si vous disposez d'ouvrages ou d'articles de référence ou si vous connaissez des sites web de qualité traitant du thème abordé ici, merci de compléter l'article en donnant les références utiles à sa vérifiabilité et en les liant à la section « Notes et références ».
La pilseta (letton : pilsēta) est une subdivision de Lettonie qui représente une ville. Elle a, le plus souvent, un territoire rural rattaché. Centres de commerce et d'échange, elles sont reliés entre elles par un réseau de bus et/ou de train.
La structure administrative est un peu différente du pagasts, puisque plus large. Le nom est aussi différent dome alors qu'il s'agit de padome pour les novads et les pagasts.[pas clair]

## Liste des pilsetas
Il y a 77 pilsetas en Lettonie.
Les plus grandes villes sont appelées lielpilseta.